# یاوانا
یاوانا که در سیلماریلیون از داستان‌های نوشتهٔ جی. آر. آر. تالکین از او سخن به میان آمده، نام ایزدبانوی کِلوار (زیاگان) و اُلوار (گیاگان) است. یاوانا خواهر بزرگتر وانا و همسر آئوله است. یاوانا عامل آفرینش دو درخت و فراهم آورندهٔ میوه‌ای است که باعث ایجاد خورشید و ماه شد. یاوانا آفرینندهٔ «هرچیزی است که رشد می‌کند»؛ نخستین دانه‌های آردا را نیز او کاشت.

## توضیح
یاوانا در زبان کوئنیا به معنی «دهندهٔ میوه» است این واژه از دو بخش yáve، «یاوه» به معنی «میوه» و anna، «آنا» به معنی «هدیه» ساخته شده است. نام خانوادگی یاوانا کِمِنتاری است که به معنی «ملکهٔ زمین» است. در زبان سینداری به یاوانا، ایوان می‌گویند.
پس از نابودی دو فانوس، والاها درخواست کردند که والینور روشن شود. یاوانا آواز خواند و نینا اشک ریخت تا سرزمین روشن شود. این بزرگترین آفرینش یاوانا بود. البته پس از آن یاوانا به سرزمین‌های بیرونی هم می‌رفت و جاهایی که مورگوت آسیب رسانده بود را تیمار می‌کرد.
یاوانا پس از نابودی دو فانوس مانند بیشتر آردا که به نیمه تاریکی رفت، به خواب رفت و هنگامی بیدار شد که آئوله خورشید و ماه را آفرید. این رویداد آغازگر دوره نخست بود. الف‌ها، اورک‌ها و کوتوله‌ها در دوران خواب یاوانا زندگی می‌کردند.